# 坂本あきら (俳優)
坂本 あきら（さかもと あきら、1949年7月31日 - ）は、日本の俳優。埼玉県出身。本名・旧芸名は坂本 明（読みは同じ）。よしもとクリエイティブ・エージェンシー東京本部所属。

## 人物・略歴
- 明るいキャラクター役で人気。
- 【趣味】野球（高校時代は野球部でポジションはサード[1]）、チーズケーキ作り
- 【特技】殺陣、タップダンス、テナーサックス、クラリネット
- 郁文館高等学校卒業[2]後、アルバイト生活をしていた時に新聞で俳優募集の広告を見つけて応募、高校卒業の半年後に薄田研二演劇所に第1期生として入所[2]、その後金子信雄主宰の「マールイ」を経て[2]、芝居やモダンバレエなどのレッスンを受ける[1]。
- 1973年、劇団東京ヴォードヴィルショー結成に参加[1]。
- 1995年、劇団東京ヴォードヴィルショーを退団。

## 出演

### バラエティ
- 笑っていいとも（1982年10月 - 1984年3月） - 月曜日担当
- 痛快なりゆき番組 風雲!たけし城 - 2代目戦場レポーター
- テレビあっとランダム - 特集コーナーリポーター
- 大マジカル頭脳パワー!!スペシャル「マジカルミステリー劇場」（1991年）
- クイズ!脳ベルSHOW

### 映画
- 下落合焼とりムービー（東映配給）
- ミスターどん兵衛（1980年、東映配給）
- ヘリウッド（1982年、シネマ・プラセット）
- LIMIT OF LOVE 海猿（東宝配給）
- けっこう仮面 RETURNS（アートポート配給）
- 明日があるさ THE MOVIE（東宝配給/岩本仁志 監督作品）
- 大阪府警潜入捜査官（アイコット配給/萩庭貞明 監督作品/2007年公開）
- タバコイ 〜タバコで始まる恋物語〜（2012年）
- 洗骨（ファントム・フィルム配給/照屋年之 監督作品/2019年公開） - 高安豊

### テレビドラマ
- 翔んだカップル （1980年 - 1981年、CX）
- 東映不思議コメディーシリーズ（CX / 東映）
  - ロボット8ちゃん 第50話「チビっ子忍者だドロロンパ」（1982年）
  - どきんちょ!ネムリン 第18話「さすらい除夜の鐘」（1984年） - 和尚
  - 勝手に!カミタマン 第12話「ノロイ君都会へ」（1985年） - ノロイ君
  - 美少女仮面ポワトリン 第22話「アパレラ公国の王子」（1990年） - 芸術家
- せーの!（1982年、NTV）
- 右門捕物帖 第8話「高嶺の花おいらん騒動」（1983年、NTV）
- 天まであがれ!2（1983年、NTV） - 山本鯉太郎
- 新・翔んだカップル2 （1984年、フジテレビ）
- 瑠璃色ゼネレーション （1984年、NTV）
- 年ごろ家族（1984年、TBS） - 当信之
- 特捜最前線 第369話「兜町・コンピューターよ、演歌を歌え!」（1984年、ANB / 東映）
- 銀河テレビ小説（NHK）
  - やどかりは夢をみる（1984年） - 三国安夫
- 月曜ドラマランド （CX）
  - 「いたずらキャンバスギャル 突撃としこ」（1984年11月19日）
  - 「あ! MYみかん2」（1985年2月4日）
- 嘘つきは恋のはじまり（1984年、TBS）
- 夏・体験物語 第1シリーズ 第5話「卒業ボーイズ&ガールズ」（1985年、TBS）
- かなかなむしは天の蟲（1987年、TBS）
- 裸の大将放浪記 第32話「清の雪ん子ドサン娘物語」（1989年、KTV） - 函館の巡査
- 時間ですよたびたび（1988年、TBS）
- さすらい刑事旅情編II 第13話「レイプ! 古都鎌倉3年前の殺意」（1990年、ANB）
- 土曜ワイド劇場 （ANB）
  - 「名探偵金田一耕助4 「夜歩く女　呪われた結婚申し込み　首なし死体がふたつ!」（1990年9月1日）
  - 「新 法医学教室の事件ファイル(1)死体が嘘をついた!? 女医が解剖する殺人トリック!」（1994年7月9日）
  - 「おとり捜査官・北見志穂8」（2004年） - 石井宏
  - 「アナザーフェイス〜刑事総務課・大友鉄〜」（2012年5月26日）
  - 「広域警察5」（2014年） - 三宅刑事
- 雪の蛍 （1991年、THK）
- 連続テレビ小説 君の名は（1991年、NHK）
- 熱血!新入社員宣言 （1991年、TBS）
- 火曜ミステリー劇場 「豆腐屋直次郎の裏の顔3」（1991年7月2日、ABC）
- 世にも奇妙な物語 「赤い雲」（1991年10月17日、CX）
- 月曜ドラマスペシャル 「金田一耕助の傑作推理15　女怪　深夜に墓を荒らす男とは…祈祷師が隠す頭蓋骨の謎」（1992年7月27日、TBS）
- 不思議サスペンス 「たった一人」（1992年8月17日、KTV）
- 金曜ドラマシアター 君たちがいて僕がいるII「奥さんちょっと見て見て」実演販売人仙台駅前の決闘（1992年12月4日、CX）
- 高校教師 第7話「狂った果実」（1993年、TBS）
- ホテルドクター 第5話「妊娠させたのは誰?」（1993年、ABC）
- 振り返れば奴がいる（1993年、CX） - 笹岡繁三郎
- 白鳥麗子でございます!（1993年、CX）
- 春のドラマスペシャル 「極道落ちこぼれ1 カタギになりたい!」（1993年4月2日、TBS）
- 横浜心中（1994年、NTV）
- 忍者戦隊カクレンジャー（1994年 - 1995年、ANB） - 百地三太夫
- NHK大河ドラマ （NHK）
  - 「花の乱」（1994年）
  - 「毛利元就」（1997年） - 国司元相
  - 「元禄繚乱 第38話「神文返し」（1999年）
- 金曜エンタテイメント （CX）
  - 「帰ってきたOL三人旅　金沢湯けむり不倫旅行殺人事件」（1994年4月8日）
  - 「恐い女シリーズ5 結婚させない女」（1997年8月22日）
  - 「宝石調査員 九条薫 備前～倉敷・サファイア連続殺人事件」（2000年6月9日） - 倉敷署課長
  - 「外科医 鳩村周五郎1」（2004年、CX） - 辻井課長
  - 「山村美紗没後10年特別企画　黒百合伝説殺人事件」（2006年、CX）
- ハートにS X'Masスペシャル （1994年12月19日、CX）
- SHOWWINDOW DRAMA 欲望の創生 （1995年3月31日、CX）
- ラスト・ラブ （1995年、NHK）
- リング（1995年、CX）
- 鬼平犯科帳 第6シリーズ 第8話「男の毒」（1995年、CX / 松竹） - 直吉
- 風の刑事・東京発!（ANB / 東映）
  - 第12話「不倫殺人!?風間刑事を愛した女」（1996年）
  - 第19話「狙われた新婚旅行！裏金作りの女」（1996年）
- 月曜ドラマスペシャル （TBS）
  - 「山村美紗サスペンス 看護婦探偵 戸田鮎子2 死の誕生パーティー」（1995年3月20日）
  - 「名探偵キャサリン1 ヘアデザイナー殺人事件」（1996年4月22日）
  - 「山村美紗サスペンス 花の棺　華道の家元が密室で殺された!」（1997年4月7日）
  - 「山村美紗新春サスペンス 清少納言殺人事件」（1998年1月5日）
  - 「山村美紗サスペンス 胡蝶蘭殺人事件 殺された美人女優と蘭の花!」（1998年6月1日）
  - 「山村美紗サスペンス ブラックオパール殺人事件 京都の映画村で起きた女優殺人事件」（1998年11月30日）
  - 「リストラ刑事 人情派刑事が妻にも言えず突然辞表を出した…」（1999年2月1日）
  - 「山村美紗古代ロマン・ミステリー エジプト女王の棺」（1999年3月22日）
- 大岡越前 第14部 第20話「恥ずべき行い」（1996年11月4日、TBS / C.A.L） - 音次 役
- ドラマ30
  - これで家族（1997年、CBC）
  - キッズ・ウォー　第5シリーズ（2003年、CBC） - 山下先生
- 新 腕におぼえあり よろずや平四郎活人剣（1998年、NHK）
- 板橋マダムス 第3話「どん底スーパーVS節約奥様」（1998年、CX）
- 温泉へ行こう 第1シリーズ（1999年、TBS）
- はるちゃん
- ナオミ (テレビドラマ)（1999年） - 斎藤亜矢子の父
- 大地の子
- 緋が走る－陶芸青春記－（1999年、NHK）
- こちら第三社会部（2001年） - 野田元
- 救命病棟24時（2001年） - 鳥羽正三
- 明智小五郎対怪人二十面相（2002年、TBS）
- 盤嶽の一生 第5話「落としもの」（2002年、フジテレビ）- 黒岩の甚吉
- 人情とどけます〜江戸娘飛脚〜（2003年） - 茂右衛門
- 金曜エンタテイメント
- 剣客商売 第5シリーズ 第3話「越後屋騒ぎ」（2004年、CX） - 庄三郎
- 横山やすしフルスロットル2 〜阿波鳴門純愛物語〜（2005年、KTV）
- 電車男（2005年、CX）
- こちら本池上署（2005年） - 小柴純一
- 水曜ミステリー9（TX） 
  - 「検察官キソガワ」（2005年） - 坂本忠夫
  - 「農家の嫁は弁護士!神谷純子のふるさと事件簿1」（2005年） - 久枝武史
  - 「借王＜シャッキング＞〜華麗なる借金返済作戦〜」（2014年12月17日） - 牧場のおじさん
- 金曜エンタテイメント
- ダンドリ。〜Dance☆Drill〜（2006年、CX）
- 火曜ドラマゴールド 「働く女のミステリー3 出張料理人〜最期の晩餐届けます〜」（2006年、NTV）
- おかわり飯蔵（2007年、TX）
- 恋を捨て夢に駆けた女〜エド・はるみ物語〜（2008年、CX） - 加神監督
- 連続ドラマ小説 木下部長とボク 第5話（2010年2月11日、YTV） - 長崎専務
- 赤川次郎原作 毒<ポイズン>（2012年、YTV） - 刀根山唯人
- 立花登青春手控え3（2018年） - 森田屋佐兵衛
- 美食探偵 明智五郎（2020年） - 明智五十六
- 逃亡医F 第8話（2022年3月5日）- 豆乃坂
- GO HOME〜警視庁身元不明人相談室〜 第2話（2024年7月20日、NTV） - ホームレス
- ナンバーワン戦隊ゴジュウジャー 第14話（2025年5月18日、ANB） -  老人

### テレビアニメ
- こちら葛飾区亀有公園前派出所 - 花山理香[3]
  - 第73話「じいさんと爆弾魔」（1998年1月25日） - 奥山老人
  - 第115話「両さん小さくなる!」（1998年12月27日）
  - 第124話「逆襲 罰当たりジジィ」（1999年2月14日）
  - 第131話「両津の野望! タイムスリップ戦国伝」（1999年4月4日）
  - 第238話「魔法のヤカン」（2001年10月28日）
  - 第250話「とべ! 魔法のじゅうたん」（2002年1月20日）
  - 第276話「ちっちゃな両津は妖精さん?」（2002年8月11日）
  - 第277話「水着写真をゲットせよ!」（2002年8月18日）
  - 第320話「ご先祖様こんにちは」（2003年8月10日）

### 劇場アニメ
- もののけ姫（1997年） - 牛飼い
- 映画 おしりたんてい テントウムシいせきの なぞ（2020年）- パンロウ

### 舞台
- 劇団東京ヴォードビルショウ公演『その場しのぎの男達』
- 「満ち足りぬ月」
- 「掃除屋」
- 「次郎長漫遊記」
- 「闇に咲く花」
- 「雨に歌えば」
- 「上を向いて歩こう」
- 「スター誕生」
- 「サザエさん」
- 「こちら葛飾区亀有公園前派出所」
- 「バーレスク・1931」
- 「堕ちも堕ちたり」
- 「TRF DANCE REPUBLIC」
- 「太平洋序曲」
- 「ライアー・ガール」
- 「日暮里泥棒物語」
- 「港町十三番地」
- 「殿のちょんまげを切る女」
- 「志村魂」
- 「志村魂2」
- 「しとやかな獣」
- 劇団シニアグラフティ「終着駅」
- 劇団シニアグラフティ「時の流れに身をまかせ」
- 劇団シニアグラフティ「横須賀ストーリー」
- 劇団シニアグラフティ「FAR AWEY」
- 「わらしべ夫婦相六旅」
- 「志村魂3」（2008年）
- 「志村魂4」（2009年）